# Sturtzen

Herb szlachecki Sturtzen

Sturtzen – polski herb szlachecki z nobilitacji.

## Opis herbu
Opis herbu z wykorzystaniem zasad blazonowania, zaproponowanych przez Alfreda Znamierowskiego: 

Na tarczy dzielonej w pas, w polu górnym, srebrnym, koń wyskakujący w złotej uździe z językiem czerwonym na wierzchu; pole dolne w słup, w polu prawym, złotym, orzeł czarny z językiem czerwonym, w polu lewym, czerwonym, tygiel do topienia metalu, srebrny. Klejnot: między skrzydłami orlimi, z prawej czerwonym, z lewej złotym, koń jak w godle. Labry czerwone, podbite złotem.

## Najwcześniejsze wzmianki
Nadany Wilhelmowi, Janowi, Krzysztofowi i Fryderykowi a Sturtzen w lipcu 1579.

## Herbowni
Ponieważ herb Sturtzen był herbem własnym, prawo do posługiwania się nim przysługuje tylko jednemu rodowi herbownemu:
- Sturtzen.